# Дмитриева, Антонина Ивановна
Антонина Ивановна Дмитриева (18 ноября 1929, Ивантеевка, Московская область — 16 августа 1999, Москва) — советская и российская актриса театра и кино. Народная артистка РСФСР (1987)

## Биография
Родилась 18 ноября 1929 года в Ивантеевке.
В 1954 году окончила Театральное училище имени Бориса Щукина.
В 1954—1964 гг. — актриса Центрального детского театра.
В 1964—1967 гг. служила в Московском театре имени Ленинского комсомола.
С 1967 года — актриса московского Театра на Малой Бронной, где играла в спектаклях Анатолия Эфроса
Широкую известность актрисе принесла роль старшей пионервожатой в спектакле и фильме «Друг мой, Колька!».
Скончалась 16 августа 1999 года. Похоронена на Введенском кладбище в Москве (2 уч.).

## Почетные звания и награды
- Заслуженная артистка РСФСР (9.08.1974)
- Народная артистка РСФСР (28.01.1987)

## Творчество

### Театральные работы
- 1955 — «Мы втроём поехали на целину» Н. Погодина — Стелла Перчаткина, Режиссёры: М. О. Кнебель и А. В. Эфрос (Центральный детский театр)
- 1956 — «Сказка о сказках. Орех и верёвочка» А. Зака, И. Кузнецова — Ратанга, Режиссёр: А. В. Эфрос (Центральный детский театр)
- 1956 — «Двадцать лет спустя» М. Светлова — Дуня, Режиссёры: Ольга Пыжова, Борис Бибиков (Центральный детский театр)
- 1958 — «Волшебный цветок» Жэнь Дэ-яо — Светлячок, Режиссёр: Мария Кнебель (Центральный детский театр)
- 1958 — «Торпедный катер 230» Ю. Гутина — Лида, Режиссёры: В. Колесаев, З. Сажин (Центральный детский театр)
- 1959 — «Друг мой, Колька!» А. Г. Хмелика — Иванова Лидия Михайловна, старшая пионервожатая, Режиссёр: А. В. Эфрос (Центральный детский театр)
- 1960 — «Бывшие мальчики» Н. Ивантера — Жена, Режиссёр: А. В. Эфрос (Центральный детский театр)
- 1962 — «Цветик-семицветик» В. Катаева — Мама, Режиссёр: А. В. Эфрос (Центральный детский театр)
- 1963 — «Женитьба» Н. В. Гоголя — Агафья Тихоновна, купеческая дочь, невеста, Режиссёр: А. В. Эфрос (Центральный детский театр)
- 1964 — «В день свадьбы» В. С. Розова — Нюра Салова, Режиссёры: А. В. Эфрос, Л. К. Дуров (Театр им. Ленинского комсомола)
- 1965 — «Снимается кино…» Э. С. Радзинского — Инга, жена Нечаева, Режиссёры: А. В. Эфрос, Л. К. Дуров (Театр им. Ленинского комсомола)
- 1966 — «Чайка» А. П. Чехова — Маша, Режиссёр: А. В. Эфрос (Театр им. Ленинского комсомола)
- 1965 — «Каждому свое» С. Алешина — Эльза, Режиссёры: А. В. Эфрос, Л. К. Дуров (Театр им. Ленинского комсомола)
- 1965 — «Что тот солдат, что этот» Б. Брехта — Леокадия Бегбик, владелица походного трактира, Режиссёр: М. И. Туманишвили (Театр им. Ленинского комсомола)
- 1967 — «Три сестры» А. П. Чехова — Ольга, сестра Прозорова Андрея Сергеевича, Режиссёр: А. В. Эфрос (Театр на Малой Бронной)
- 1968 — «Платон Кречет» А. Корнейчука — Бочкарёва, заведующая горздравотделом, Режиссёры: А. В. Эфрос, Л. К. Дуров (Театр на Малой Бронной)
- 1970 — «Ромео и Джульетта» У. Шекспира — Кормилица Джульетты, Режиссёры: А. В. Эфрос, Л. К. Дуров (Театр на Малой Бронной)
- 1970 — «Трибунал» А. Е. Макаенка — Полина, Режиссёры: А. Л. Дунаев и Л. К. Дуров (Театр на Малой Бронной)
- 1972 — «Брат Алеша» В. С. Розова — Хохлакова, Режиссёр: А. В. Эфрос (Театр на Малой Бронной)
- 1973 — «Ситуация» В. С. Розова — Пелагея Филатовна, Режиссёр: А. В. Эфрос (Театр на Малой Бронной)
- 1975 — «Женитьба» Н. В. Гоголя — Фекла Ивановна, Режиссёр: А. В. Эфрос (Театр на Малой Бронной)
- 1976 — «Их четверо» Г. Запольской — Вдова, Режиссёр: А. М. Поламишев (Театр на Малой Бронной)
- 1978 — «Занавески» М. А. Ворфоломеева — Мотря, Режиссёр: Л. К. Дуров (Театр на Малой Бронной)
- 1979 — «Дорога» В. Балясного (по поэме Мёртвые души Н. В. Гоголя — Плюшкин, Режиссёр: А. В. Эфрос (Театр на Малой Бронной)
- 1979 — «Впервые замужем» Павла Нилина — Тоня, Режиссёр: В. Портнов (Театр на Малой Бронной)
- 1981 — «Волки и овцы» А. Н. Островского — Мурзавецкая, Режиссёр: А. Л. Дунаев (Театр на Малой Бронной)
- 1982 — «Наваждение» А. М. Галина — Зинаида, Режиссёр: В. Саркисов (Театр на Малой Бронной)
- 1994 — «Моё загляденье» А. Н. Арбузова — тётя Саша, Режиссёр: Артем Хряков (Театр на Малой Бронной)

## Фильмография
- 1961 — Друг мой, Колька! — Лидия Михайловна Иванова, старшая пионервожатая
- 1963 — Трудные дети — мать Пашки и Сашки
- 1963 — Пропало лето — тётя Маша (главная роль)
- 1964 — Председатель — официальная жена Егора
- 1965 — Комэск — Зиночка, секретарь
- 1965 — Верность — мать Зои
- 1966 — Берегись автомобиля — эпизод (в титрах не указана)
- 1968 — Нейтральные воды — Пелагея Ивановна, мать Жени
- 1968 — Зигзаг удачи — ведущая розыгрыша лотереи, кричит со сцены: «Поприветствуем его-о-о!»
- 1970 — Городской романс — Вера Ивановна, воспитательница, сменщица Маши
- 1971 — Задачка — мать Володи
- 1972 — Следствие ведут ЗнаТоКи. Несчастный случай — Марьяна Тимофеевна Локтева
- 1973 — Горячий камень
- 1974 — Вот такие истории — Анастасия Петровна Ручкина
- 1976 — Сибирь — Анфиса Криворукова
- 1976 — Дневник Карлоса Эспинолы
- 1977 — Школьный вальс — директор школы
- 1978 — Месяц длинных дней — Марья Петровна, член месткома типографии
- 1979 — Мой первый друг — бабушка Юры из Клина
- 1982 — Не ждали, не гадали! — мать Анны
- 1985 — Следствие ведут ЗнаТоКи. Пожар — Елена Владимировна Уварова
- 1988 — Трагедия в стиле рок — Мария Степановна, бабушка Виктора
- 1988 — Муж и дочь Тамары Александровны — соседка тётя Саша, сестра-близнец тёти Саши
- 1989 — Сердце не камень — Огуревна
- 1989 — Женщины, которым повезло — мать Наташи
- 2000 — Дом для богатых — Анна Степановна (Нюра), жительница коммуналки

### Телеспектакли
- 1971 — Что делать — Мария Алексеевна
- 1973 — Трибунал — Полина
- 1973 — Всего несколько слов в честь господина де Мольера
- 1973 — В номерах — сваха
- 1974 — Свадьба как свадьба — Татьяна, мать невесты
- 1974 — Вот такие истории — Ручкина
- 1974 — Ночь ошибок — Доротея Харткестль, жена мистера Харткестля
- 1975 — Возвращение — Пелагея Ивановна Тиходуева
- 1975 — Светлые ожидания — Вера
- 1977 — Любовь Яровая — Марья
- 1980 — Незнакомец — Татьяна Гурьевна Карпонас
- 1984 — Институт бабушек — баба Поля

### Озвучивание мультфильмов
- 1964 — Жизнь и страдания Ивана Семёнова — учительница
- 1990 — По следам Бамбра — Птица

## Семья
- Муж — Евгений Кравинский, конферансье
  - Сын — Константин Кравинский, актёр.